# Erica Küppers
Erica Küppers (* 20. Dezember 1891 in Essen; † 16. September 1968 in Bad Vilbel) war eine deutsche evangelische Pfarrerin. Sie war Mitglied der Bekennenden Kirche (BK) und erste ordinierte Pfarrerin der Evangelischen Kirche in Hessen und Nassau.

## Leben
Küppers studierte nach Erlangung ihrer Hochschulreife 1911 Evangelische Theologie, Philosophie und Germanistik in Göttingen, Zürich, Leipzig und Heidelberg. Küppers gehörte seit ihrer Göttinger Studienzeit zum Freundeskreis um Karl Barth und später um Charlotte von Kirschbaum. Sie legte das Examen zum Lehramt ab. Danach wurde sie Lehrerin an der privaten Odenwaldschule von Ober-Hambach, in der  reformorientiert unterrichtet wurde. Danach ist sie in den Schuldienst von Niedersachsen übernommen worden. 1926 wurde sie zur Studienrätin an der Erziehungs- und Bildungsanstalt für Mädchen in Droyßig bei Zeitz ernannt. Von dort aus ging sie mit einem Stipendium nach Bonn und Bethel, wo sie ihr Theologiestudium bis zum Ersten theologischen Examen weiter betrieb. Es gelang ihr jedoch nicht zu promovieren, weil sie in ernste Auseinandersetzungen mit dem 1933 eingesetzten Direktor in Droyssig geriet. Im Dezember 1933 wurde sie nach Magdeburg versetzt. Frühzeitig schloss sie sich der Bekennenden Kirche an, zu deren dahlemitischem Flügel sie gehörte. Ihren Widerspruch gegen Rassismus und Antisemitismus machte sie öffentlich. Weil sie den Eid auf Adolf Hitler verweigerte, wurde sie im August 1935 vom Dienst beurlaubt und am 24. Oktober gleichen Jahres zwangsweise in den Ruhestand versetzt. Weil sie dennoch mehrere Vorträge gegen die Ausgrenzung und Diskriminierung von Juden hielt, erhielt sie 1936 Redeverbot für den Regierungsbezirk Magdeburg. Am 1. Dezember 1936 trat sie in den Dienst des Stadtverbandes der Evangelischen Frauenhilfe von Frankfurt am Main.
Nach der Befreiung vom Nationalsozialismus wirkte sie im Auftrag des evangelischen Bruderrats der BK beim Wiederaufbau des kirchlichen Lebens mit. Im Januar 1950 übernahm sie die Schriftleitung der neu gegründeten Zeitung „Bekennende Kirche auf dem Weg“, dem Nachrichtenblatt des Bruderrates der Evangelischen Kirche in Deutschland. Im Juli 1950 konnte sie sogar ihre Zweite Theologische Prüfung ablegen und in das Vikariat eintreten. Am 1. Advent 1950 wurde sie von Kirchenpräsident Martin Niemöller, einem langjährigen guten Freund, ordiniert. Küppers durfte nun offiziell den Titel Vikarin tragen, aber Pfarrerin durfte sie sich trotzdem nicht nennen. Im Dezember 1950 trat sie eine Stelle an als Gefängnisseelsorgerin im Frauengefängnis Preungesheim. Die Synode der Evangelischen Kirche in Hessen und Nassau, der Küppers ab 1951 selbst angehörte, verabschiedete erst 1959 ein Pfarrerinnengesetz, mit dem ihr und damit weiteren Frauen der Titel einer Pfarrerin zu tragen erlaubt wurde.
Zusammen mit anderen Freunden aus der Bekennenden Kirche gehörte sie seit 1949 für ein Jahrzehnt zu den Herausgebern der BK-Zeitschrift Die Stimme der Gemeinde.

## Ehrung
- Nach ihrem Tod wurde in Erinnerung an sie ein kirchliches Gemeindehaus in Weiterstadt in Erica-Küppers-Haus benannt. Es steht am Herrngartenweg 5.[2]

## Veröffentlichungen
- Gottes Volk. Stimme Verl.,  Frankfurt a. M. 1962.
- Die Stimme des Christen im deutschen Gedicht 1933–1945. Bechauf, Bielefeld 1948.
- Arbeitshilfe zur Behandlung der Judenfrage in Gemeindeabenden, im Unterricht und in Katechetischen Kursen. Lembeck, Frankfurt a. M. 1950.
- Bekennende Kirche. Chr. Kaiser, München 1952.